# Aaron Wan-Bissaka
Aaron Wan-Bissaka (n. 26 noiembrie 1997, Greater London, Anglia, Regatul Unit) este un fotbalist britanic, care joacă pe post de fundaș lateral la West Ham în Premier League. Pe plan internațional, are prezențe la națională pentru Republica Democratică Congo U20⁠(d), Anglia U20⁠(d) și Anglia U-21⁠(d).
Wan-Bissaka și-a început cariera la Crystal Palace și a fost numit Jucătorul Anului al clubului pentru sezonul 2018-19. În 2019, a fost transferat la Manchester United pentru o sumă inițială de 45 de milioane de lire sterline, cu alte 5 milioane datorate în potențiale bonusuri.
Fiind de origine congoleză, a fost selecționat o dată pentru RD Congo sub 20 de ani în 2015, apoi a continuat să reprezinte țara unde s-a născut, Anglia, la nivelurile sub-20 și sub-21.